# Người Namibia gốc Đức
Người Namibia gốc Đức là công dân Namibia gốc Đức. Họ thường tự nhận mình là Deutsche (người Đức) chỉ để phân biệt mình với các nhóm dân tộc hoặc ngôn ngữ khác trong nước; Ngược lại, họ đề cập đến người Đức từ Đức như "Deutschländer". Một phần, họ tự gọi mình là Südwester hoặc Südwesterdeutsche, những người thuộc cộng đồng người Đức của thuộc địa của Đức từ năm 1884-1915 Tây Nam Phi thuộc Đức. Nhiều người Đức taj Namibia đã sống ở đây từ thế hệ thứ năm và ngoài Namibia họ cũng có quốc tịch Đức. Theo cái nhìn của luật pháp Đức, họ có thể được xem là người Đức hải ngoại (Auslandsdeutsche).
Trong năm 2011, khoảng 20.000 người Namibia khai tiếng Đức là tiếng mẹ đẻ của họ, ngoài ra do sự pha trộn giữa các sắc tộc trong số khoảng 100.000 người Namibia da trắng và liên kết ngôn ngữ - nhất là với tiếng Afrikaans và tiếng Anh, khó mà có thể làm thống kê chính xác. Dân số người Namibia Đức trải rộng khắp các vùng của đất nước ngoại trừ các khu vực cộng đồng địa phương cũng như ở phía Bắc và Caprivi. Ở các thành phố Windhoek và Swakopmund, trong số những thành phố khác, tiếng Đức là một ngôn ngữ giao tiếp quan trọng cùng với tiếng Afrikaans và ngôn ngữ chính thức là tiếng Anh. Ngoài ngôn ngữ, người Namibia gốc Đức có ảnh hưởng trên toàn quốc đặc biệt là trong văn hoá ẩm thực, lễ hội, tổ chức hội đoàn và cơ cấu kinh tế.
Theo nghĩa rộng hơn, khoảng 400 "trẻ em ở Đông Đức của Namibia" lớn lên ở Đông Đức và đã bị trục xuất về Namibia sau năm 1990 cũng có thể được xem là người Namibia gốc Đức (theo nghĩa "người Namibia nói tiếng Đức"); Tuy nhiên, họ có rất ít điểm chung với các hậu duệ của người thực dân Đức.